# Ichneutica morosa
Ichneutica morosa là một loài bướm đêm trong họ Noctuidae. Nó được mô tả bởi Arthur Butler vào năm 1880. Đây là loài đặc hữu của New Zealand. Năm 2019, Robert J. B. Hoare đã công bố những nghiên cứu của mình về những loài bướm đêm ở New Zealand. Dựa trên kết quả của những nghiên cứu này, Hoare đã đặt loài này vào chi Ichneutica.